# Reinhold Schmaltz
Reinhold Schmaltz (* 26. August 1860 in Schönbrunn, Schlesien; † 4. August 1945 in Altlandsberg) war ein deutscher Tierarzt und Hochschullehrer.

## Leben
Schmaltz besuchte das Evangelisch Stiftische Gymnasium Gütersloh, wo er 1878 auch die Reifeprüfung ablegte. Zunächst Forstbeflissener an der Forstakademie Eberswalde studierte Schmaltz ab 1882 an der Tierärztlichen Hochschule Hannover und wurde Mitglied des Corps Normannia Hannover. 1884 erhielt er die tierärztliche Approbation und betätigte sich zunächst als praktischer Tierarzt in Eldagsen. 1886 wurde er an der Universität Gießen zum Dr. med. vet. promoviert. Anschließend ging er als Dozent an die Tierärztliche Hochschule Berlin (TiHo), an der er 1891/92 zum Professor der Anatomie berufen wurde. 1907 war er Rektor der Hochschule. 1910 wurde er zum ordentlichen Professor für Anatomie und Histologie berufen. Er war Vorsitzender des Reitenden Feldjäger-Korps der Forstakademie Eberswalde und Hannoversch-Münden. Am Ersten Weltkrieg nahm er als Major und Bataillonskommandeur im Infanterie-Regiment 201 teil.
Schmaltz erforschte insbesondere die Anatomie des Pferdes und engagierte sich standespolitisch sowie für die Erhebung der Veterinärmedizin zur eigenständigen Fakultät an der Universität Berlin, in die die TiHo 1934 eingegliedert wurde. Er war 1888 Gründer der Berliner Tierärztlichen Wochenschrift.

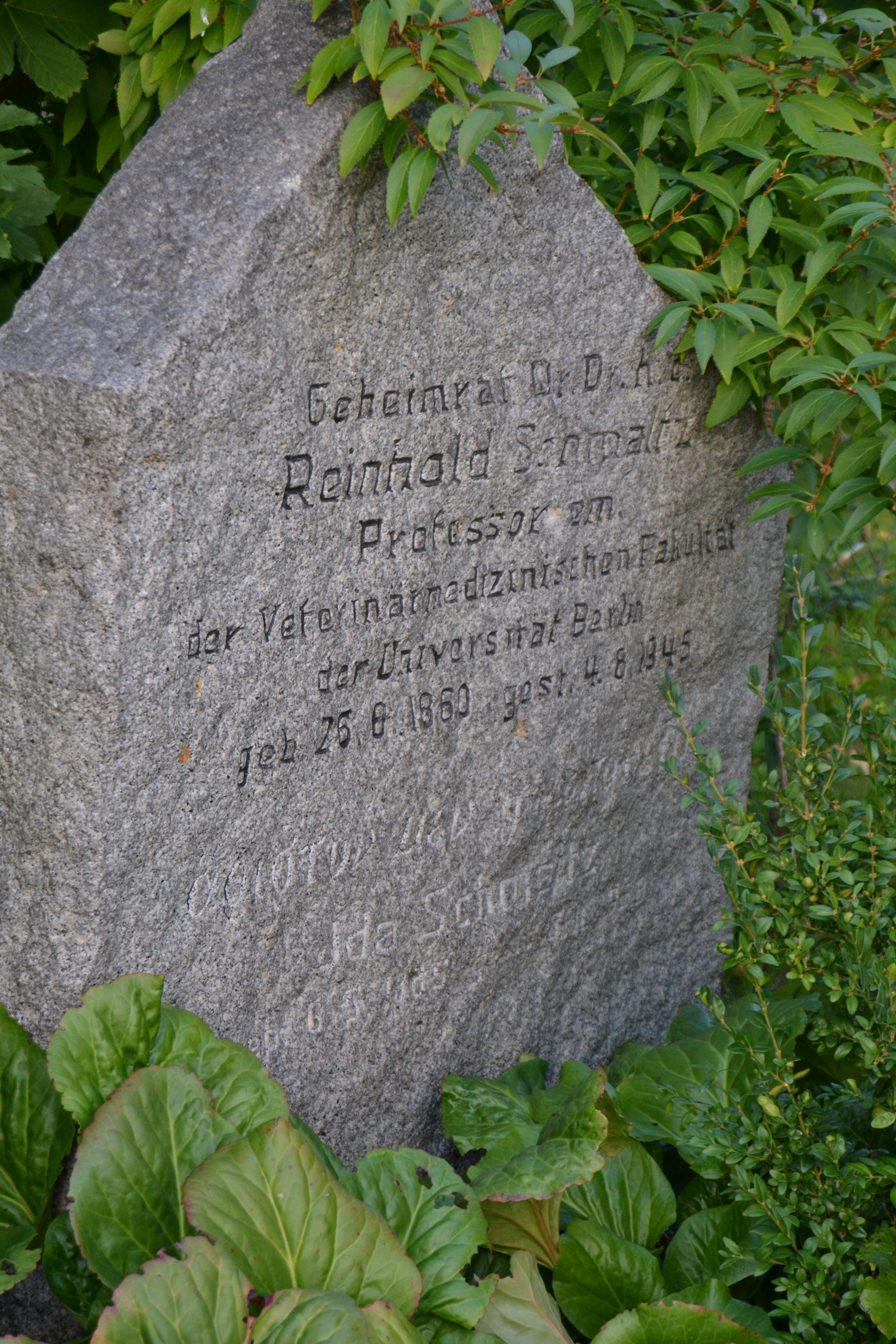
Grabstein auf dem Friedhof von Altlandsberg.

Schmaltz war mit Hedwig Rabe verheiratet, der Tochter des Professors der Veterinärmedizin Christian Friedrich Rabe. Schmaltz ist auf dem Kommunalen Friedhof von Altlandsberg bestattet.

## Auszeichnungen
- Ernennung zum Geheimen Regierungsrat, 1910
- Eisernes Kreuz I. und II. Klasse
- Ritterkreuz mit Krone und Schwertern des Königlichen Hausordens von Hohenzollern
- Dr. med. vet. h. c. der Veterinärmedizinischen Fakultät der Universität Bern, 1925
- Dr. med. vet. h. c. der Universität München, 1930
- Dr. med. vet. h. c. der Tierärztlichen Hochschule Budapest
- Wahl in die Leopoldina, 1932[4]
- Goethe-Medaille für Kunst und Wissenschaft, 20. April 1936
- Robert von Ostertag-Plakette, 1938

## Schriften
- Die Ausbildung des anatomischen Unterrichts und seine Bedeutung für die praktische Thierarzneikunde, 1892
- Topographische Anatomie der Körperhöhlen des Rindes, 1895
- Präparirübungen am Pferd: Topographische Präparate, 1898
- Präparirübungen am Pferd: Muskelpräparate, 1900
- Anweisung zur Exenteration der Bauchhöhle des Rindes, 1908
- Anatomische Kollegheft-Skizzen, 1911
- Die Struktur der Geschlechtsorgane der Haussäugetiere, mit anatomischen Bemerkungen, 1911
- Das Geschlechtsleben der Haussäugetiere, 1921
- Messungen und Wägungen am Pferd, 1922
- Die Entwicklung des Veterinärwesens im zweiten deutschen Kaiserreiche, 1923
- Atlas der Anatomie des Pferdes, Band 5, 1929
- Der Tierarzt, 1929
- Entwicklungsgeschichte des Tierärztlichen Berufes und Standes in Deutschland, 1936